# Romas Kalanta
Romas Kalanta, né le 22 février 1953 à Alytus et mort le 14 mai 1972 à Kaunas, est une figure lituanienne de la lutte contre l'occupation soviétique. Le 14 mai 1972, Romas Kalanta s'immola dans un square en face de l'hôtel de ville de Kaunas, en signe de protestation contre l'oppression de l'occupant envers la langue et la culture lituanienne.
Son inhumation immédiate et en secret par les autorités provoqua les 18 et 19 mai 1972 des manifestations contre le pouvoir. Malgré la volonté des autorités de la cacher, la nouvelle de l’immolation parvint à l'Ouest, où elle mit en évidence l’incorporation forcée de la Lituanie à l’URSS.